# 萨拉·沙里
萨拉·沙里（法語：Sarah Chaâri， 2005年5月2日—），比利时女子跆拳道运动员，2022年欧洲跆拳道锦标赛女子62公斤级铜牌得主、2022年世界跆拳道锦标赛女子62公斤级金牌得主。